# Herb gminy Zielonki
Herb gminy Zielonki – symbol gminy Zielonki, ustanowiony 18 czerwca 1999.

## Wygląd i symbolika
Herb przedstawia na tarczy w polu zielonym dwie srebrne skrzyżowane kosy ze złotymi okuciami, nad nimi srebrną łękawicę zwieńczoną krzyżem, a po obu stronach dwie złote korony. Barwa herbu nawiązuje do nazwy gminy, kosy do udziału mieszkańców gminy insurekcji kościuszkowskiej, łękawica to godło z herbu Syrokomla, którym pieczętowali się budowniczowie zamku w Korzkwi, a korony nawiązują do faktu, że część gminy należała do dóbr królewskich i kapitulnych.